# Üzbegisztán az olimpiai játékokon
Üzbegisztán először az 1994-es téli olimpiai játékokon vett részt, azóta valamennyi olimpián képviseltette magát az ország. Ezt megelőzően 1952 és 1988 között az üzbég sportolók a szovjet csapatban szerepeltek, illetve az 1992-es nyári és téli játékokon az Egyesített Csapat részét képezték.
Az üzbég sportolók eddig 50 érmet szereztek, legeredményesebb sportágaik a birkózás és az ökölvívás.
Az Üzbég Nemzeti Olimpiai Bizottság 1992-ben alakult meg, a NOB 1993-ban vette fel tagjai közé.

## Éremtáblázatok

### Érmek a nyári olimpiai játékokon
| Olimpia              | Arany                          | Ezüst                          | Bronz                          | Összesen                       |
| 1952–1988            | A Szovjetunió részeként        | A Szovjetunió részeként        | A Szovjetunió részeként        | A Szovjetunió részeként        |
| 1992, Barcelona      | Az Egyesített Csapat részeként | Az Egyesített Csapat részeként | Az Egyesített Csapat részeként | Az Egyesített Csapat részeként |
| 1996, Atlanta        | 0                              | 1                              | 1                              | 2                              |
| 2000, Sydney         | 1                              | 1                              | 2                              | 4                              |
| 2004, Athén          | 2                              | 1                              | 2                              | 5                              |
| 2008, Peking         | 0                              | 1                              | 3                              | 4                              |
| 2012, London         | 0                              | 0                              | 3                              | 3                              |
| 2016, Rio de Janeiro | 4                              | 2                              | 7                              | 13                             |
| 2020, Tokió          | 3                              | 0                              | 2                              | 5                              |
| 2024, Párizs         | 8                              | 2                              | 3                              | 13                             |
| Összesen             | 18                             | 8                              | 23                             | 49                             |

### Érmek a téli olimpiai játékokon
| Olimpia              | Arany                          | Ezüst                          | Bronz                          | Összesen                       |
| 1956–1988            | A Szovjetunió részeként        | A Szovjetunió részeként        | A Szovjetunió részeként        | A Szovjetunió részeként        |
| 1992, Albertville    | Az Egyesített Csapat részeként | Az Egyesített Csapat részeként | Az Egyesített Csapat részeként | Az Egyesített Csapat részeként |
| 1994, Lillehammer    | 1                              | 0                              | 0                              | 1                              |
| 1998, Nagano         | 0                              | 0                              | 0                              | 0                              |
| 2002, Salt Lake City | 0                              | 0                              | 0                              | 0                              |
| 2006, Torino         | 0                              | 0                              | 0                              | 0                              |
| 2010, Vancouver      | 0                              | 0                              | 0                              | 0                              |
| 2014, Szocsi         | 0                              | 0                              | 0                              | 0                              |
| 2018, Phjongcshang   | 0                              | 0                              | 0                              | 0                              |
| 2022, Peking         | 0                              | 0                              | 0                              | 0                              |
| Összesen             | 1                              | 0                              | 0                              | 1                              |

## Érmek sportáganként

### Érmek a nyári olimpiai játékokon sportáganként
| Üzbegisztán érmei a nyári olimpiai játékokon sportáganként | Üzbegisztán érmei a nyári olimpiai játékokon sportáganként | Üzbegisztán érmei a nyári olimpiai játékokon sportáganként | Üzbegisztán érmei a nyári olimpiai játékokon sportáganként | Az olimpiai zászlaja |

| Sportág    | Arany | Ezüst | Bronz | Összesen |
| ---------- | ----- | ----- | ----- | -------- |
| Ökölvívás  | 10    | 2     | 8     | 20       |
| Birkózás   | 3     | 2     | 5     | 10       |
| Súlyemelés | 2     | 1     | 1     | 4        |
| Taekwondo  | 2     | 1     | 0     | 3        |
| Cselgáncs  | 1     | 2     | 7     | 10       |
| Torna      | 0     | 0     | 2     | 2        |
| Összesen   | 18    | 8     | 23    | 49       |

### Érmek a téli olimpiai játékokon sportáganként
| Üzbegisztán érmei a téli olimpiai játékokon sportáganként | Üzbegisztán érmei a téli olimpiai játékokon sportáganként | Üzbegisztán érmei a téli olimpiai játékokon sportáganként | Üzbegisztán érmei a téli olimpiai játékokon sportáganként | Az olimpiai zászlaja |

| Sportág      | Arany | Ezüst | Bronz | Összesen |
| ------------ | ----- | ----- | ----- | -------- |
| Síakrobatika | 1     | 0     | 0     | 1        |
| Összesen     | 1     | 0     | 0     | 1        |